# 연천 차탄리 고인돌
연천 차탄리 고인돌(漣川 車灘里 고인돌)은 대한민국 경기도 연천군 연천읍 차탄리에 있는 청동시대의 고인돌이다. 2005년 10월 10일 경기도의 기념물 제208호로 지정되었다.

## 개요
차탄리고인돌은 연천읍내의 연천군청을 조금 못 미쳐 왼쪽 주택가의 평평한 대지 상에 위치한다. 이 고인돌은 1950녀대까지만 하여도 마을 사람들이 신성시하여 고사를 지내기도 하였으나 현재는 일부 주민들의 치성 장소로만 사용되고 있다.
고인돌은 현재 덮개돌 밑에 굄돌로 보이는 넙적한 돌이 놓여 있어 탁자식일 가능성이 높고 주변에서 지석으로 추정되는 대형의 석재가 2012년 발굴조사 결과 확인되어 탁자식일 가능성이 높게 점쳐지고 있다. 새롭게 발견된 지석과 현재 덮개돌이 약 1.5m 정도 거리를 두고 떨어져 있기 때문에 주변의 차탄천의 범람에 의해 고인돌이 무너져 덮개돌이 원위치에서 약간 남서방향으로 이동되어 현재 위치로 옮겨진 것이 아닌가 추정된다. 덮게돌은 주변 산지에서 채석한 응회암으로 조성되었으며 가장자리는 손질한 흔적이 관찰되지만 표면은 풍화되어 박리현상이 매우 심하다. 상석의 크기는 380*320*20~60cm이며, 평면 형태는 장방형이며 장축은 남북방향이다. 현재는 남서편으로 40도 정도 기울어져 있는데, 굄돌이 무너지면서 동에서 서로 밀린 것으로 보인다.
덮개돌의 윗면에는 상당수의 구멍이 관찰되는데, 특히 남동편에서 7개(직경 7~12cm, 깊이 3cm 내외) 정도의 뚜렷한 구멍이 집중적으로 파여있다.

## 같이 보기
- 고인돌

## 참고 자료
- 연천차탄리고인돌 - 국가유산청 국가유산포털